# UFC Fight Night: Joanna vs. Waterson
UFC Fight Night: Joanna vs. Waterson (também conhecido como UFC Fight Night 161 ou UFC on ESPN+ 19) foi um evento de MMA produzido pelo Ultimate Fighting Championship no dia 12 de outubro de 2019, na Amalie Arena, em Tampa, Flórida.

## Background
O evento marca a terceira visita do UFC à Tampa.
O duelo nos palhas feminino entre a ex-campeã Joanna Jędrzejczyk e a ex-campeã peso átomo do Invicta FC Michelle Waterson serviu de luta principal da noite.
O duelo nos médios entre Andrew Sanchez e Marvin Vettori estava programado originalmente para o UFC Fight Night: Cowboy vs. Gaethje no dia 14 de setembro. Porém, Sanchez saiu do combate na semana do evento devido a uma infecção no olho. O duelo então foi reagendado para este evento.
O estreante Brok Weaver era esperado para enfrentar Thomas Gifford. Porém, no dia 6 de outubro, Weaver foi retirado do card por razões desconhecidas e foi substituído por Mike Davis.

## Bônus da Noite
Os lutadores receberam $50.000 de bônus:
- Luta da Noite:  Cub Swanson vs.  Kron Gracie
- Performance da Noite:  Niko Price e  Marlon Vera